# Kondrow
Kondrow (awest. Gandarewa, śrper. Gandarw) – w mitologii perskiej kulawy nadzorca haremu Aži Dahaka. Po przejęciu "babińca" przez Feriduna przechodzi na jego służbę.
Jego postać jest prawdopodobnie odpowiednikiem tych mężczyzn (w dawnym społeczeństwie indoirańskim), którzy z różnych względów (np. inwalidztwa) nie zostali przyjęci do męskiej społeczności i pozostali w pierwotnym – matriarchalnym - domu (zob. War), jako pomocnicy gospodyni (matki rodu). 
Po przejęciu władzy nad domem (i uprawą roli) przez mężczyzn (pozostających wcześniej w czasie wypasu bydła – a więc większą część roku – poza domem) pojawia się on, w formie coraz bardziej steratyzowanej, jako postać (chromego - Kondrow lub wodnego - Gandarw) pomocnika głównego oponenta bóstwa patriarchalnego (Gromowładcy) (czasem zupełnie przesłania lub stapia się ze zniekształconą hipostazą Bogini Matki).
Kondrowi/Gandarwowi odpowiada indyjski Gandharw.